# Dzików, Tarnobrzeg

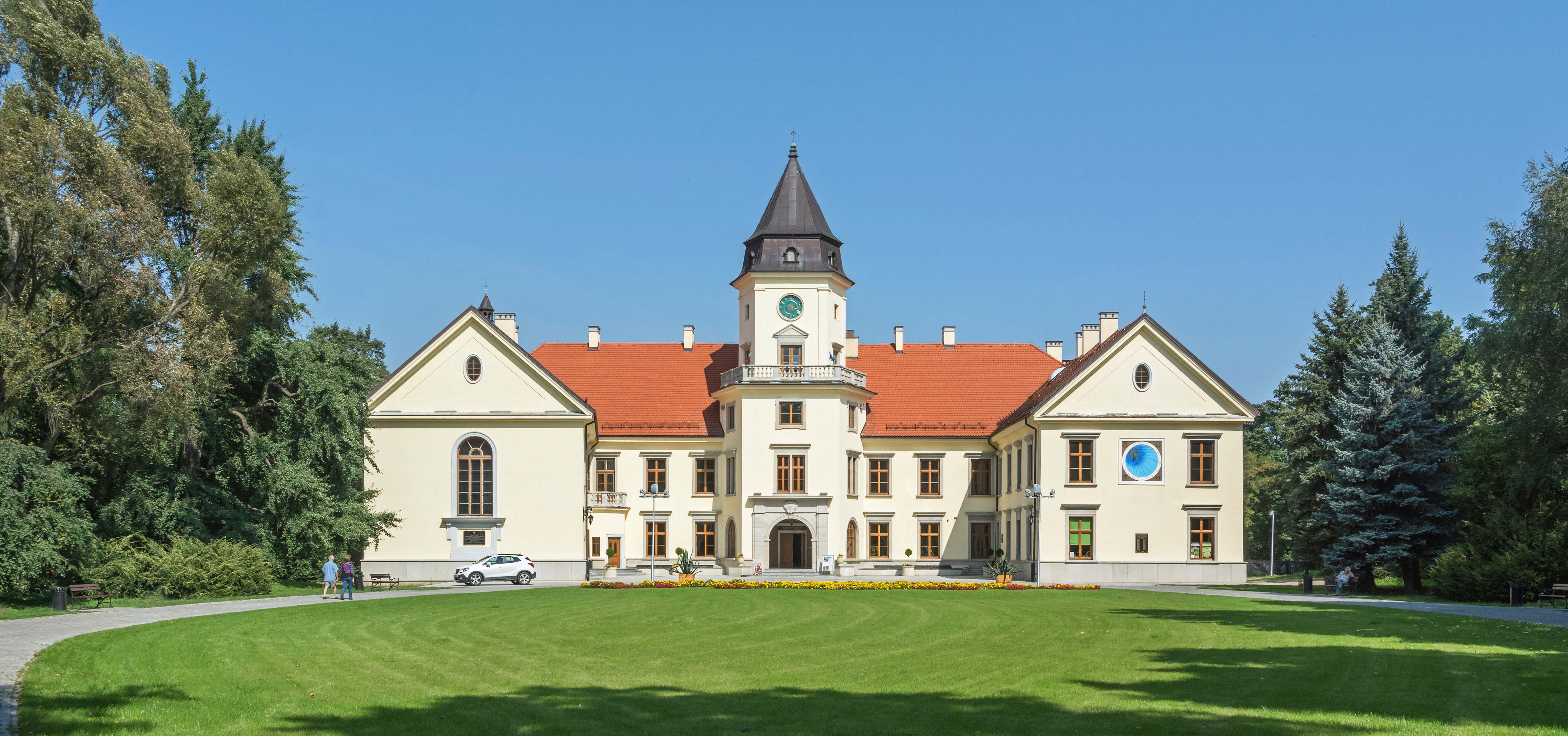
Lâu đài Dzików

Dzików, (tiếng Latinh: Dzikovia) là một quận, một trong những phần lâu đời nhất của Tarnobrzeg, Ba Lan. Đây là một trung tâm văn hóa và lịch sử của thị trấn. Dzików nổi tiếng là tài sản riêng của gia đình Tarnowski. Tarnowski xây dựng ở đây một tòa lâu đài. Dzików cũng được biết đến như một nơi mà Liên minh Dzików được thành lập.
Một số sự kiện quan trọng đã diễn ra ở đây, chẳng hạn như Liên đoàn Dzików năm 1734 và Đại hội Đảng Bảo thủ năm 1927. Hiện tại, Dzików rất phổ biến đối với người dân trong thị trấn vì công viên thế kỷ 19 đẹp như tranh vẽ, bao quanh tòa lâu đài. Đầu những năm 1990, tại Wymyslowo, phía bắc cung điện và công viên, một khu căn hộ mới được xây dựng.
Lâu đài Dzikow được xây dựng vào giữa thế kỷ 14, dưới thời vua Kazimierz Wielki. Nó có một tháp đá, và mục đích của nó là bảo vệ tuyến đường trên sông Vistula. Vào thế kỷ 15, nó rơi vào cảnh hoang tàn và việc cải tạo của nó không được bắt đầu cho đến đầu thế kỷ 17. Lâu đài Dzikow là nhà của Đức Mẹ Dzikow, và người dân địa phương tin rằng trong cuộc xâm lược của Thụy Điển, những lời cầu nguyện của họ đã được Đức Mẹ lắng nghe. Điều này đã đến với các quan chức của Giáo hội, và vào ngày 11 tháng 11 năm 1675 tại Kielce, Giám mục Kraków Andrzej Trzebicki đã công nhận bức tranh là kỳ diệu. Quyết định này đã dẫn đến lời mời của các tu sĩ Dominican, người có nhiệm vụ bảo vệ bức tranh. Chủ sở hữu của Dzikow, Jan Tarnowski và vợ Zofia Barbara née Firley, đã thành lập một tu viện, nơi bức tranh được chuyển vào ngày 20 tháng 5 năm 1678. Việc xây dựng tu viện không được hoàn thành cho đến năm 1782.
Dzików, được đánh vần là דזשיקעוו (Dzhikev) hoặc דזיקוב (Dzhikov) trong tiếng Yiddish và Hebrew tương ứng, cũng là tên của người Do Thái truyền thống của Tarnobrzeg.